# 한벌초등학교
한벌초등학교는 대한민국 충청북도 청주시 서원구 사직동에 있는 공립 초등학교다.

## 학교 연혁
- 1946년 9월 23일 한벌공립국민학교 개교
- 1976년 3월 1일 특수학급 설치
- 1982년 4월 2일 사직초등학교 분리, 학급·학생수 축소
- 1989년 12월 19일 강당 신축 준공
- 2005년 5월 19일 운동장 현대화 사업 준공
- 2008년 12월 12일 영어전용교실 설치
- 2011년 3월 21일 주야간 돌봄교실 운영 시작
- 2013년 10월 24일 다문화 예비학교 환경 개선 사업
- 2014년 2월 28일 돌봄교실 리모델링 사업
- 2016년 10월 3일 개교 70주년 기념 총동문체육대회(PC 6대, 천막 기증 및 핸드볼 지원금 기탁)
- 2018년 9월 1일 제27대 윤명숙 교장 부임
- 2018년 11월 28일 학교 조경 환경 개선
- 2018년 11월 30일 동쪽 통행로 및 주차장 벽화 조성
- 2018년 12월 26일 한벌 아트 갤러리 설치
- 2019년 1월 11일 제69회 졸업식 남 32명, 여41명, 합 73명(24,335명 졸업생 배출)
- 2019년 1월 17일 식생활관 덤웨이터 판넬 교체
- 2019년 2월 11일 강당 화장실(남녀) 분리공사
- 2023년 9월 1일 제29대 이정로 교장 취임
- 2024년 1월 26일 제74회 졸업식(39명, 총 졸업생 수 24,533명)
- 2024년 3월 1일 16학급 편성(특수학급2 포함)
- 2024년 3월 4일 1학년 신입생 입학(40명)
- 2024년 7월 26일 외부 통학로 계단 보수공사
- 2024년 7월 26일 별관 화장실 보수공사
- 2024년 7월 29일 놀봄교실 구축공사 & 돌봄교실 추가 리모델링
- 2024년 8월 20일 늘봄교실 공사완료 및 놀봄 시작
- 2024년 9월 1일 제30대 김승래 교장 취임
- 2024년 9월 12일 한벌체육대회
- 2024년 12월 17일 학급어울림축제
- 2024년 12월 19일 2025학년도 학생자치회 조직
- 2025년 1월 8일 제75회 졸업식(60명, 총 졸업생수 24,593명)

## 참고 자료
- 한벌초등학교 - 한국교육학술정보원 학교알리미